# (1632) Sieböhme
(1632) Sieböhme es un asteroide perteneciente al cinturón de asteroides descubierto por Karl Wilhelm Reinmuth el 26 de febrero de 1941 desde el observatorio de Heidelberg-Königstuhl, Alemania.

## Designación y nombre
Sieböhme se designó inicialmente como 1941 DF.
Más tarde fue nombrado en honor del astrónomo alemán Siegfried Böhme (1909-1996).

## Características orbitales
Sieböhme está situado a una distancia media de 2,656 ua del Sol, pudiendo alejarse hasta 3,018 ua y acercarse hasta 2,294 ua. Su excentricidad es 0,1363 y la inclinación orbital 5,714°. Emplea 1581 días en completar una órbita alrededor del Sol.